# Demografía de Angola

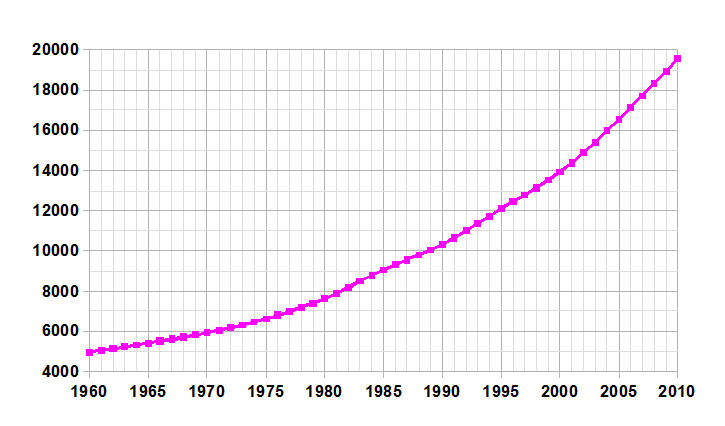
Crecimiento de la población desde 1961 (en miles de habitantes).

Al año 2021, Angola tiene una población de 34 503 774 habitantes.  La esperanza de vida es de 61,49 años. Angola posee seis grupos étnicos bien definidos, de punto de vista lingüístico, hablantes todos de la lengua bantú: ovimbundu 37 %, kimbundu 25 %, bakongo 13 %, tucokwe 13 %, vangangela 9 %, vanyaneka 5 %. La lengua umbundu es la que predomina por el número de hablantes.

## Población

### Población actual
36 684 212 habitantes (2023 est.)

### Proyecciones
| Año  | Población Angolesa | Fuente |
| ---- | ------------------ | ------ |
| 2030 | 46 719 894         | [ 4 ]  |
| 2040 | 65 723 220         | [ 4 ]  |
| 2050 | 93 896 900         | [ 4 ]  |
| 2060 | 133 437 458        | [ 4 ]  |
| 2070 | 189 047 960        | [ 4 ]  |
| 2080 | 264 977 375        | [ 4 ]  |
| 2090 | 373 439 650        | [ 4 ]  |
| 2100 | 518 461 634        | [ 4 ]  |

## Perfil demográfico
Lo más importante es que todos los hablantes quieren defender su cultura preservando sus lenguas. Actualmente las lenguas bantú de Angola tienen mucho valor con la creación de la facultad de letras y ciencias sociales, muy específicamente con el departamento de Letras dónde hay los cursos de lenguas y culturas con un acento sobre Lenguas y literaturas africanas. 

Pirámide de población en Angola en 2016

En Angola conviven más de cincuenta etnias africanas. Hay tres principales, cada una de los cuales habla una lengua bantú: la de los ovimbundu, que representan el 37 % de la población; la de los ambundu, con el 25 %; y la de los bakongo, que son el 11 % de los habitantes. Otros grupos numéricamente importantes son los chokwe y lunda —estrechamente interrelacionados—, los ganguela y los nyaneka-khumbi (en ambos casos términos de clasificación que representan una variedad de pequeños grupos), los ovambo, los herero, los xindonga y grupos residuales dispersos de san.
En 2009, se calculaba la población en unos 22 millones de habitantes (frente a 7 millones en 1975), lo que refleja una verdadera explosión demográfica, explicada por un aumento de la tasa de natalidad, una disminución de la mortalidad infantil y una mayor esperanza de vida al nacer y una creciente inmigración debido al auge económico y el bum petrolero. En 2023 la población total era de 36 684 212 habitantes.
El país ha estado habitado por bosquimanos, damaras y namas desde tiempos remotos. Alrededor del siglo XIV d. C., los bantúes inmigrantes llegaron al área durante la migración bantú que abarcó hasta el XVI.
El idioma portugués es tanto la lengua oficial como la predominante. La segunda lengua de origen europeo en Angola es el español, que hablan un 4,34 % de los habitantes de la provincia de Moxico. Existen más de cien grupos étnicos y dialectos en Angola. Aunque el idioma oficial es el portugués, para muchos angoleños es el segundo e incluso tercer idioma. Los tres grupos lingüísticos dominantes son el ovimbundu, mbundu y el bakongo, aunque también se encuentran otros grupos culturales y lingüísticos diversos como los lunda-chokwe, nganguela, ovambo, nyaneka-humbe, etc.
El promedio de hijos por mujer ha descendido en las últimas décadas debido al mejor acceso a métodos anticonceptivos y a las campañas gubernamentales de paternidad responsable. En el 2020, el índice de fecundidad (número medio de hijos por mujer) era 5,3, menor a sus vecinos y al promedio continental. Angola ha visto un aumento poblacional nunca visto en la historia del país, que está atravesando una transición demográfica. Su población está creciendo, pero a un ritmo decreciente. Las tasas de mortalidad infantil y materna se han reducido gracias a la mejora de la atención sanitaria, de la nutrición, de la higiene y de la cobertura de vacunación, aunque persisten las disparidades entre los hogares urbanos y rurales.

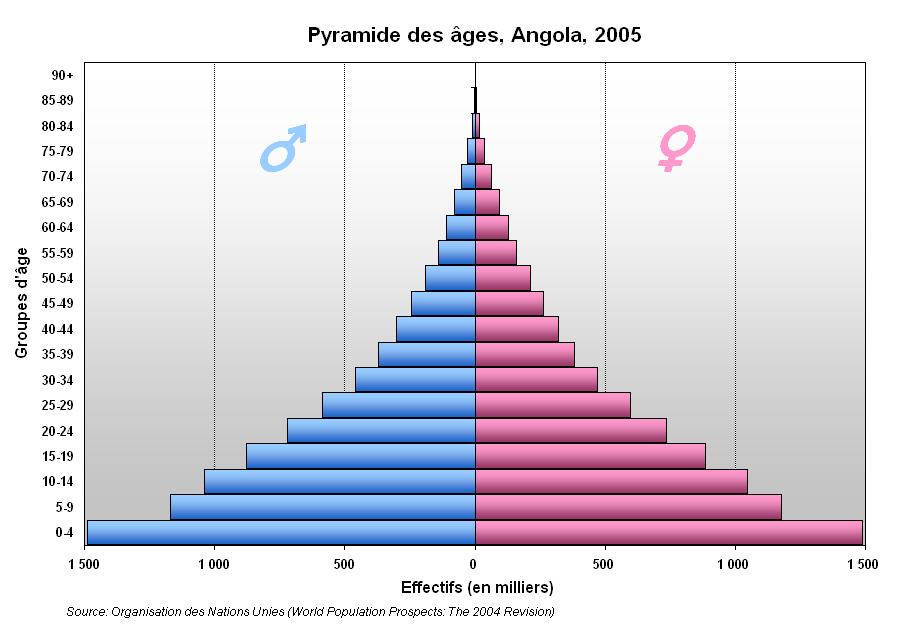
Pirámide poblacional de Angola, 2005.

## Edad ternaria
- - Hombres: 6 194 804
  - Mujeres: 6 068 792
  - 0-14 años: 43.7 % (hombres 2 706 276/mujeres 2 654 338)
  - 15-64 años: 53.5 % (hombres 3 339 114/mujeres 3 225 121)
  - 65 años para adelante: 2.8 % (hombres 149 414/mujeres 189 333) (aprox. 2007)

## Grupos étnicos
- Ovimbundu: 37 %
- Kimbundu: 25 %
- Bakongo: 13 %
- Tucokwe: 13 %
- Vangangela: 9 %
- Vanyaneka: 5 %

Distribución de los grupos étnicos en Angola en 1970.

los chokwe, los dhimba, los gciriku, los keikum, los herero, los holu, los hungu, los !Kung, los kuvale, los kwandu, los xun, los lali, los lingala, los lozi, los luba, los luchazi, los luimbi, los lunda, los luvale, los luyana, los lualva, los masi, los mbangala, los mbukushu, los mbunda, los mbwela, los mpinda, los ndombe, los ngandyera, los ngendelengo, los nkangala, los ngangela, los pigmeos.
La densidad de población media ronda los 18 habitantes por kilómetro cuadrado, pero es extremadamente desigual: las zonas urbanas en constante expansión contrastan con grandes áreas escasamente pobladas, sobre todo en las provincias situadas en el este y el sur del país.

## Evolución demográfica
- 1500 a 1800: 2 a 5 millones de nativos son esclavizados.[5][6][7]
- 1841: 1,4 millones.
- 1864: 2 millones.
- 1890: 4,9 millones.
- 1900: 4,8 millones.
- 1910: 4,7 millones.
- 1914: 2 millones.
- 1915(censo) : 4 millones.
- 1920: 4,5 millones.
- 1930: 4,4 millones.
- 1940(censo): 3,7 millones.
- 1950: 4 millones.
- 1960: 4,8 millones.
- 1970 (censo): 5,7 millones.
- 2014 (censo): 24,3 millones.[8]